# Martin Boquist
Sven Martin Boquist (Gotemburgo, 2 de fevereiro de 1977) é um ex-handebolista profissional e treinador sueco, medalhista olimpico.
Martin Boquist fez parte do elenco medalha de prata de Sydney 2000. Ele é campeão mundial, e três vezes europeu.